# Sofia Yfandidou
Sofia Yfandidou (griechisch Σοφία Υφαντίδου; * 10. Januar 1985 in Veroia) ist eine griechische Leichtathletin, welche sich auf den Mehrkampf spezialisiert hat. Sie nahm zweimal für Griechenland an den Olympischen Sommerspielen teil. Von der IAAF wird sie unter dem Namen Sofia Ifantidou geführt.

## Karriere
Nachdem sie bei den Leichtathletik-U23-Europameisterschaften 2007 im Speerwurf den siebten Platz belegt hatte, startete sie bei den Sommer-Universiade 2009 im Siebenkampf. Mit insgesamt 5737 Punkten beendete sie den Wettbewerb auf dem sechsten Platz. Im Jahr 2010 startete sie das erste Mal bei den Leichtathletik-Europameisterschaften. Bei den Europameisterschaften 2010 im Estadi Olímpic Lluís Companys in Barcelona belegte sie im Siebenkampf mit persönlicher Bestleistung von 6004 Punkten den 15. Platz.
Den Wettbewerb bei Desenzano del Garda Multistars konnte sie am 6. Mai 2012 mit insgesamt 6109 Punkten gewinnen und stellte damit im italischen Desenzano del Garda einen neuen persönlichen Rekord im Siebenkampf auf. Damit erreichte sie den B-Standard und wurde vom Elliniki Olympiaki Epitropi für die Olympischen Sommerspiele 2012 in London nominiert. Beim Siebenkampf im Olympiastadion London belegte sie mit 5947 Punkten den 24. Platz. Trotzdem schrieb sie olympische Geschichte, weil sie beim Speerwurf eine Weite von 56,96 Metern erreichte und damit den olympischen Siebenkampfrekord im Speerwurf verbesserte.
Sie nahm für Griechenland an den Mittelmeerspielen 2013 in Mersin teil. Beim Siebenkampf im Nevin Yanıt Athletics Complex konnte sie insgesamt 5752 Punkte sammeln und gewann damit hinter Yasmina Omrani aus Algerien die Silbermedaille. Im selben Jahr nahm sie erstmals an den Leichtathletik-Weltmeisterschaften teil. Bei den Weltmeisterschaften 2013 im Olympiastadion Luschniki in Moskau belegte sie mit insgesamt 5894 Punkten den 23. Platz. Zwei Jahre später nahm sie im Nationalstadion Peking an den Leichtathletik-Weltmeisterschaften 2015 teil und belegte den 19. Platz.
Vor den Olympischen Sommerspielen 2016 startete sie bei den Leichtathletik-Europameisterschaften 2016 im Olympiastadion Amsterdam. Im Siebenkampf-Wettbewerb konnte sie insgesamt 6025 Punkte erkämpfen und den achten Platz belegen. Damit qualifizierte sie sich für die Olympischen Sommerspiele 2016 und wurde vom Elliniki Olympiaki Epitropi für den Siebenkampfwettbewerb der Frauen nominiert. Den Wettbewerb beendete sie mit 5613 Punkten auf dem 27. Platz.
Am 19. Februar 2017 nahm sie in Athen an den griechischen Hallenmeisterschaften teil und startete im Fünfkampf. Mit insgesamt 4042 Punkten gewann sie den griechischen Meistertitel und stellte eine neue persönliche Bestleistung im Fünfkampf auf. In der Freiluftsaison verpasste sie die Qualifikation für die Leichtathletik-Weltmeisterschaften 2017.

## Erfolge
Sie startete bei den griechischen Meisterschaften nicht nur im Siebenkampf, sondern zum Beispiel auch im Speerwurf. Während sie im Siebenkampf 2014 und 2016 griechische Meisterin werden konnte, gewann sie zwischen 2015 und 2017 dreimal den griechischen Meistertitel im Speerwurf.
Bei den griechischen Hallenmeisterschaften ging sie auch nicht nur im Fünfkampf, sondern auch im Weitsprung und im 60-Meter-Hürdenlauf an den Start. Während sie im Jahr 2012 über die 60 Meter Hürden und 2013 im Weitsprung griechische Hallenmeisterin wurde, wurde sie 2016 und 2017 griechische Meisterin im Fünfkampf.